# 小城堡 (斯德哥尔摩)

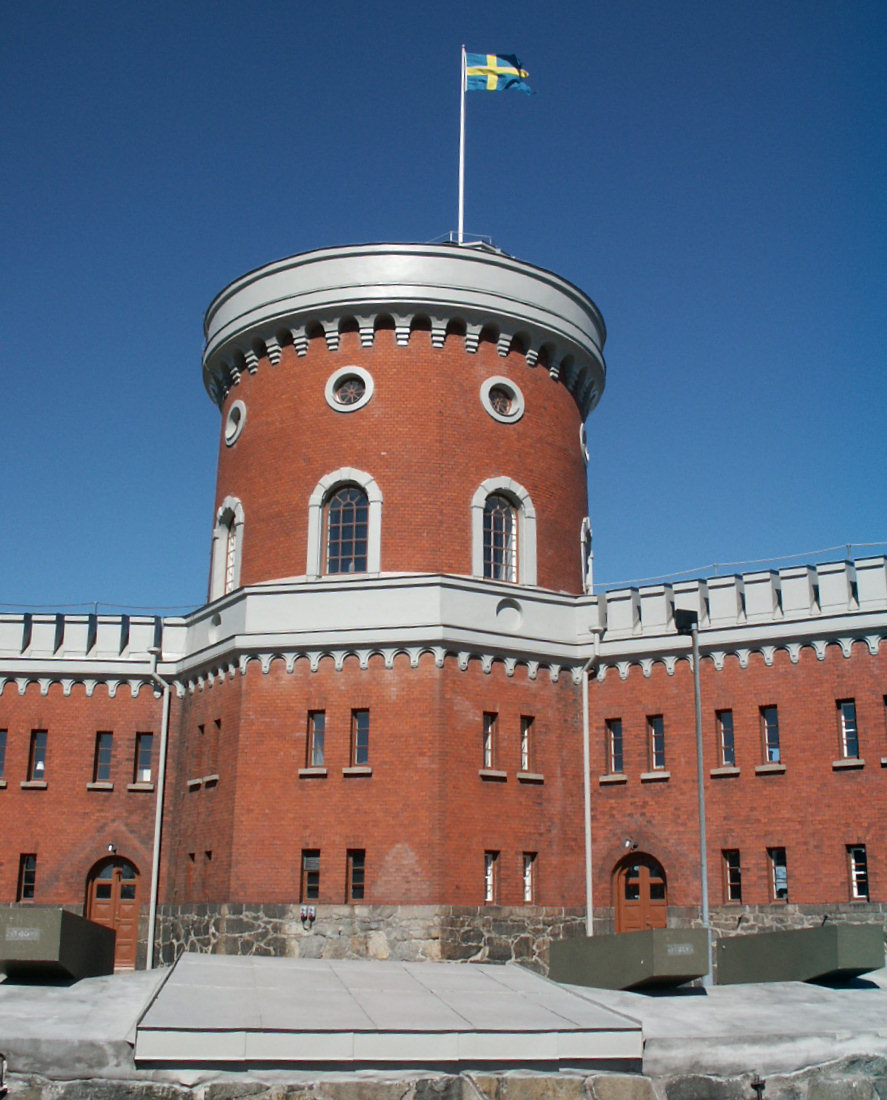
小城堡

小城堡（Kastellet）位于瑞典斯德哥尔摩市中心的小岛城堡岛（Kastellholmen），第一座城堡兴建于1667年，由埃里克Dahlbergh设计。在1845年6月爆炸，随后在1846至48年新建，由建筑师弗雷德里克·布洛姆设计。它包括一个红色砖墙的圆形塔楼。在其顶部飘扬瑞典军旗，每天升起和降下，表明国家处于和平之中。
1996年5月17日，挪威宪法日，一些挪威海外国民在塔上升起挪威国旗。虽然这样一种行动在历史上可能引起两国宣战，但是外交危机得以避免。